# Philippe Bernier Arcand
Pour les articles homonymes, voir Bernier et Arcand.
 (février 2024).
La mise en forme du texte ne suit pas les recommandations de Wikipédia : il faut le « wikifier ».
Les points d'amélioration suivants sont les cas les plus fréquents :
- Les titres sont pré-formatés par le logiciel. Ils ne sont ni en capitales, ni en gras.
- Le texte ne doit pas être écrit en capitales (les noms de famille non plus), ni en gras, ni en italique, ni en « petit »…
- Le gras n'est utilisé que pour surligner le titre de l'article dans l'introduction, une seule fois.
- L'italique est rarement utilisé : mots en langue étrangère, titres d'œuvres, noms de bateaux, etc.
- Les citations ne sont pas en italique mais en corps de texte normal. Elles sont entourées par des guillemets français : « et ».
- Les listes à puces sont à éviter, des paragraphes rédigés étant largement préférés. Les tableaux sont à réserver à la présentation de données structurées (résultats, etc.).
- Les appels de note de bas de page (petits chiffres en exposant, introduits par l'outil «  Source ») sont à placer entre la fin de phrase et le point final[comme ça].
- Les liens internes (vers d'autres articles de Wikipédia) sont à choisir avec parcimonie. Créez des liens vers des articles approfondissant le sujet. Les termes génériques sans rapport avec le sujet sont à éviter, ainsi que les répétitions de liens vers un même terme.
- Les liens externes sont à placer uniquement dans une section « Liens externes », à la fin de l'article. Ces liens sont à choisir avec parcimonie suivant les règles définies. Si un lien sert de source à l'article, son insertion dans le texte est à faire par les notes de bas de page.
- La présentation des références doit suivre les conventions bibliographiques. Il est recommandé d'utiliser les modèles {{Ouvrage}}, {{Chapitre}}, {{Article}}, {{Lien web}} et/ou {{Bibliographie}}. Le mode d'édition visuel peut mettre en forme automatiquement les références.
- Insérer une infobox (cadre d'informations à droite) n'est pas obligatoire pour parachever la mise en page.

Pour une aide détaillée, merci de consulter Aide:Wikification.
Si vous pensez que ces points ont été résolus, vous pouvez retirer ce bandeau et améliorer la mise en forme d'un autre article.
Philippe Bernier Arcand, né en 1980 à Québec, est un essayiste.

## Biographie
Philippe Bernier Arcand est professeur à l'Université Saint-Paul d'Ottawa. Il a également enseigné à l’Université Sainte-Anne en Nouvelle-Écosse.
Il est chroniqueur à L'Acadie Nouvelle. Il a collaboré à l’émission Plus on est de fous, plus on lit à ICI Radio-Canada Première,,.
En 2009, alors qu'il est doctorant en sociologie, il publie un petit essai, Je vote moi non plus, concernant l'absentéisme dans les démocraties et un désintérêt pour la politique.
Son livre Faux rebelles: les dérives du "politiquement incorrect" a remporté le Prix du Gouverneur général : études et essais de langue française en 2023,. Son livre La dérive populiste a remporté le Prix du livre d'Ottawa en 2014.

## Prix et nominations
- 2023 - Prix littéraire du Gouverneur général du Canada, études et essais, pour Faux rebelles: les dérives du "politiquement incorrect".[11]
- 2023 - Nomination, Prix du livre d'Ottawa, pour Faux rebelles: les dérives du "politiquement incorrect".[12]
- 2014 - Prix du livre d'Ottawa, pour La dérive populiste.[13]

## Œuvres
- Je vote moi non plus, Amerik Media, 2009[14]
- Faux rebelles: les dérives du "politiquement incorrect", Poètes de brousse, 2022[15],[16]
- Le Parti québécois: d'un nationalisme à l'autre, Poètes de brousse, 2015[17],[18]
- La dérive populiste, Poètes de brousse, 2013[19]
- Je vote moi non plus, Amérik Média, 2009[20],[21]